# 헥사푸스과
헥사푸스과(Hexapodidae)는 십각목에 속하는 게과의 하나이다. 헥사푸스상과(Hexapodoidea)의 유일한 과이다. 전통적으로는 원숭이게과에 속하는 아과의 하나로 취급해 왔으며, 원래는 속살이게과의 아과로 기술하였다. 흉곽(胸廓, thorax)이 덜 발달하여 다른 게들과 구별하기 쉬우며, 7개의 배판만이 밖으로 드러나 있고, 4쌍의 가슴다리가 존재한다. 크게 발달한 집게발은 세지 않으면 6개의 다리밖에 볼 수 없으며, 이 때문에 헥사푸스속(Hexapus)이라는 모식속명이 유래했으며, 과명과 상과명도 이를 따랐다. 자기게와 같은 일부 집게하목 "게"와 킹크랩도 겉으로는 4쌍의 다리만이 보인다. 멕시코에 서식하는 Stevea williamsi를 제외하고, 현존하는 모든 종은 인도-태평양 또는 아프리카 해안가 근처에서 발견된다.

## 하위 분류
- Hexalaughlia
- Hexapinus
- Hexaplax
- Hexapus
- Lambdophallus
- Latohexapus
- Paeduma
- Parahexapus
- Pseudohexapus
- Spiroplax
- Stevea
- Thaumastoplax
- Tritoplax

## 화석 기록
현존하는 분류군 외에 화석 종만으로 이루어진 2개 속(Goniocypoda 및 Palaeopinnixa)이 알려져 있으며, 현존하는 2개 속(헥사푸스속(Hexapus)과 스테베아속(Stevea))에는 멸종한 화석 종이 포함되어 있다. 이 과의 화석 기록은 세네갈 마스트리히트에서 발견된 미확인 보고를 포함하여 팔레오세까지 거슬러 올라간다.